# Mizuki Fujii
Mizuki Fujii (n. 5 august 1988, Ashikita⁠(d), Prefectura Kumamoto, Japonia) este o jucătoare de badminton ce a reprezentat Japonia, medaliată olimpică. A participat la o ediție a Jocurilor Olimpice (2012) în care a câștigat o medalie de argint.